# Erik Eriksson
Erik Eriksson (ur. 28 maja 1879 w Sztokholmie, zm. 24 kwietnia 1940 w Nowym Jorku) – szwedzki pływak, olimpijczyk.
Wziął udział w Letnich Igrzyskach Olimpijskich 1900. Na 200 m stylem grzbietowym dotarł do finału, w którym zajął 8. miejsce, a na 1000 m stylem dowolnym zajął 9. miejsce. Startował również na 200 m stylem dowolnym (odpadł w eliminacjach).